# Odenat
Lucije Septimije Odenat ili Lucius Septimius Odaenathus grčki: Οδαίναθος (Hodainathos), arapski أذينة Othayna}}, ? - 267.) bio je vladar grada Palmire u Siriji i osnivač kratkotrajnog Palmirskog Carstva. 
Bio je sin Lucija Septimija Heroda, lokalnog plemića za koga povjesničari vjeruju da je stekao rimsko građansko pravo u doba dinastije Severa krajem 190-ih. Kada je došao na vlast, nije poznato; prvi zapisi koji o njemu govore kao kralju datiraju iz 258. U to je vrijeme, pak, Rimsko Carstvo bilo pogođeno teškom krizom koja se još više produbila kada je 259/260. car Valerijan zarobljen u sukobu s perzijskim kraljem Šapurom I. Odenat se ispočetka mislio pokoriti Šapuru, ali je njegova ponuda odbijena; nakon toga je stupio u sukob s Perzijcima, kojima je, za razliku od Valerijana, nanosio velike poraze. Odenat se također uspješno borio i s rimski uzurpatorom Kvijetom. S vremenom je stekao veliku moć i ozemlje, te se proglasio kraljem. Povjesničari se spore oko toga da li je Odenat priznavao Galijena za cara; u svakom slučaju, Galijen nije imao nikakve kontrole nad Palmirom i okolnim ozemljima, te se one funkcionirale kao de facto nezavisna država. Kada se spremao za pohod na Gote u Kapadociji ubio ga je nećak Meonije u zavjeri koja se pripisuje njegovoj supruzi i nasljednici Zenobiji.